# Cot Mapadon
Cot Mapadon är ett berg i Indonesien.   Det ligger i provinsen Aceh, i den västra delen av landet, 1 900 km nordväst om huvudstaden Jakarta. Toppen på Cot Mapadon är 365 meter över havet. Cot Mapadon ligger på ön Pulau We.
Terrängen runt Cot Mapadon är kuperad åt nordväst, men åt sydost är den platt. Havet är nära Cot Mapadon åt sydost.  Närmaste större samhälle är Sabang, 7,5 km norr om Cot Mapadon. 